# Абрамцевская просека
Абра́мцевская про́сека — улица в районе Метрогородок Восточного административного округа города Москвы. Проходит от станции Белокаменная до 102-го км МКАД.

## Название
Название было дано в 1995 году в связи с тем, что просека ведёт по направлению к деревне Абрамцево Пехра-Покровского сельского округа Балашихинского района, ныне городского округа Балашиха.
В описании посёлка Лосиноостровская в 1913 году упоминается Абрамцевская дорога через лес, возможно, нынешняя просека была её частью.

## Описание

Водопропускное сооружение на месте пересечения Абрамцевской просеки и МЦК

Просека начинается рядом со станцией Белокаменная Малого кольца Московской железной дороги и с Северо-Восточной хордой (Московским скоростным диаметром) с внешней стороны кольца и проходит на восток. С внутренней стороны железной дороги расположена Яузская аллея, которая до 2015 года была связана с просекой Абрамцевским путепроводом.
Улицу пересекают безымянная дорога — подъезд к ЖК «Сказочный лес», Бумажная просека, два подъезда к клинической больнице Управления делами президента России: Лосиноостровская улица и безмыянный проезд. Просека заканчивается около 102-го километра МКАД, упираясь в него. Пролегает в национальном парке «Лосиный Остров».
Покрытие — от начала до неких развалин (менее километра) — асфальт, далее щебень (отсыпано в 2015 году, ранее был грунт) почти до Бумажной просеки (перед ней есть пара сотен метров асфальта), от Бумажной просеки до въезда в больницу — снова щебень. Далее, почти до МКАД — асфальт: он заканчивается у поворота к Бабаевскому пруду.

## История
До 2015 года просека была связана с Яузской аллеей внутри Малого кольца МЖД проходом под Абрамцевским путепроводом. При реконструкции кольца под пассажирское движение проход под железной дорогой был заменён водопропускной трубой, и теперь просека начинается с тупика возле этой трубы.
В 2022 году часть Абрамцевской и две безымянных просеки (одна на месте бывшего подъездного пути от станции Белокаменная к военным складам ОАО «Арсенал-59», вторая вдоль ЛЭП), ведущих к жилому комплексу «Сказочный лес», построенному непосредственно у границ национального парка в лесу, были превращены в фактически улицы с асфальтовым покрытием.

## Транспорт

### Внеуличный транспорт

#### СтанцииМосковского центрального кольца
- Белокаменная

### Наземный транспорт
Непосредственно по улице не проходят маршруты общественного транспорта. Вблизи расположена остановка «Клиническая больница» со следующими маршрутами.

#### Автобусы
- 822: Платформа Яуза —  Белокаменная — Клиническая больница —  Бульвар Рокоссовского